# Nick Hurran
Nick Hurran (né en 1959) est un réalisateur britannique.

## Filmographie

### Cinéma
- 1997 : Remember Me?
- 1998 : Girls' Night
- 1999 : Virtual Sexuality
- 2002 : L'Amour, six pieds sous terre (Plots with a View)
- 2004 : Les Ex de mon mec (Little Black Book)
- 2006 : Toi, c'est moi (It's a Boy Girl Thing)

### Téléfilms
- 1995 : The Perfect Match
- 2000 : Happy Birthday Shakespeare
- 2005 : Chantage d'amour (Walk Away and I Stumble)
- 2007 : A Class Apart

### Séries télévisées
- 2000 : Take a Girl Like You (mini-série en 3 épisodes)
- 2003 : The Last Detective (1 épisode)
- 2008 : Bonekickers (1 épisode)
- 2009 : Le Prisonnier (mini-série en 6 épisodes)
- 2011-2013 : Doctor Who
  - La Fille qui attendait
  - Le Complexe divin
  - L'Asile des Daleks
  - Les Anges prennent Manhattan
  - Le Jour du Docteur
- 2014-2017 : Doctor Who
  - Son dernier coup d'éclat
  - Le Détective affabulant
- 2015 : Childhood's End : Les Enfants d'Icare (mini-série en 3 épisodes)
- 2016 : Les Voyageurs du temps (1 épisode)
- 2018 : Altered Carbon

## Distinctions
En 2014, Nick Hurran a été nommé pour le Primetime Emmy Award de la meilleure réalisation pour une mini-série ou un téléfilm pour l'épisode Son dernier coup d'éclat de la série télévisée Sherlock.